# Мост Метехи
Мост Метехи (груз. მეტეხის ხიდი) — арочный мост через реку Куру в Тбилиси, Грузия. Соединяет исторические районы Старый Тбилиси и Метехи. Старейшая мостовая переправа города.

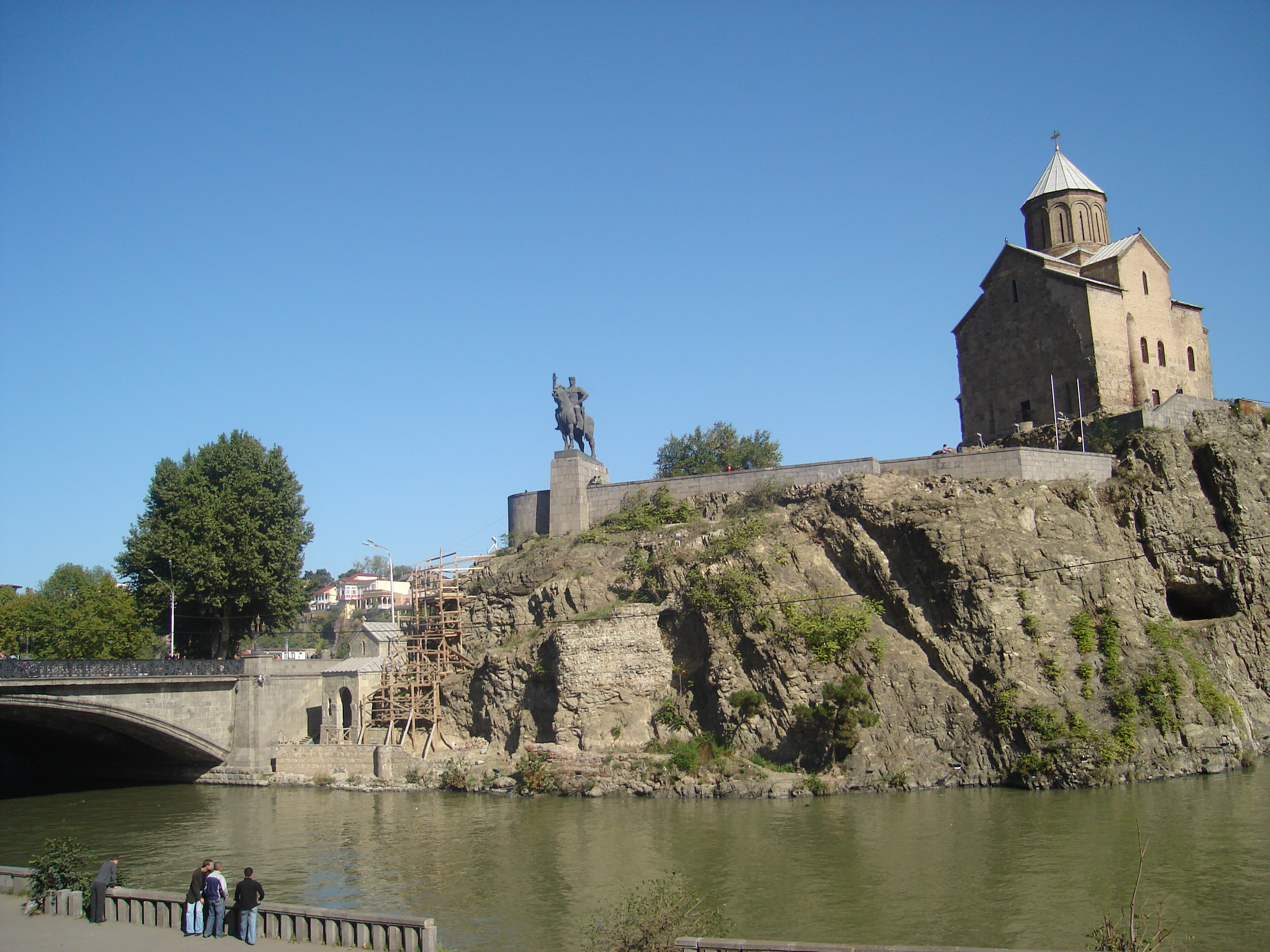
Вид на памятник Вахтангу Горгасали, храм и мост Метехи

## Расположение
Мост соединяет площадь Вахтанга Горгасали и площадь Европы.
Рядом с мостом расположены Храм Метехи, парк Рике, памятник царю Вахтангу Горгасали.
Выше по течению находится мост Мира, ниже — Мост 300 арагвинцев (по плотине Ортачальской ГЭС).

## Название
Название моста связано с наименованием района Метехи.

## История
Считается, что переправа на этом месте (в Метехской теснине) существует со времени основания Тбилиси. Упоминается в большинстве письменных источников о Тбилиси, начиная с VIII века, указан на старейшем из дошедших до нас плане Тбилиси Вахушти Багратиони (1735).
Для сокращения пролёта моста было выбрано место, где русло реки максимально сужается. Мост связывал две основные укреплённые части города — Ис(а)ни и Кала. Это был деревянный однопролётный мост на высоких береговых устоях. На обоих его концах стояли ворота для входа в крепости.
Мост через реку на этом месте долгое время был единственным в городе. Будучи стратегически важным объектом, мост Метехи становился объектом вооружённой борьбы при военных столкновениях и многократно разрушался как захватчиками, так и защитниками города. Так было при изгнании арабов из города при царе Баграте, при нашествии Джелал-эд-Дина (когда, как считается, на мосту были убиты сто тысяч жителей Тбилиси за отказ принять ислам), персидском завоевании Ага Мохаммед Шаха 1795 года и т. д. По-видимому, эти обстоятельства определили дерево, как материал для сооружения моста — его было легко разобрать при необходимости и легко восстановить после разрушения.
Территория у моста была застроена торговыми и складскими зданиями, здесь были культовые здания — церковь Константина и Елены на подворье ахтальских епископов, шиитская мечеть Шах-Аббаса (построена в 1522 году после завоевания Тбилиси иранским шахом Исмаилом).
В очередной раз восстановленный в 1797 году, в 1805 году мост был снесён разлившейся рекой. При восстановлении переправы в этом же году были возведены уже два моста рядом — Метехский (или Николаевский) и Авлабарский (использовались также названия — Верхне- и Нижне-Майданские).
В 1821 году Авлабарский мост был перестроен по проекту инженера М. Г. Дестрема. Мост стал однопролётным деревянным арочным каменными устоями с пролётом 27,7 м.
В 1843 году в течение 6,5 месяцев был построен мост с деревянным решётчатым пролётным строением системы Тауна. Это был первый мост такой системы, построенный на Кавказе. Работы велись хозяйственным способом под руководством инженера путей сообщения подполковника Грауерта. Длина моста была 32 м, общая ширина моста составляла 7 м, ширина моста между перилами — 5,8 м. Пролётное строение состояло из двух решетчатых ферм высотой 3,5 м.
В 1870 году деревянные Авлабарские мосты были заменены железными раскосными. Нижний Авлабарский был построен по проекту английского инженера К. Ордиша, Верхний Авлабарский — по проекту инженера В. Заземана. Мосты были изготовлены в Англии на заводе Handyside. Строительные работы производились под руководством инженера Виньча.
В 1950—1951 годах взамен двух старых был сооружён один новый железобетонный мост. Авторы проекта — инженер Г. Чомахидзе и архитектор С. Демчинели. Две пары высоких обелисков (для придания «монументальности»), сооружённых при въезде на мост и внёсших диссонанс в общую застройку, впоследствии были удалены.
При сооружении нового моста была уничтожена историческая застройка прилегающей к мосту территории (в частности, караван-сарай Зубалашвили и Тбилисская шиитская мечеть). В последнее время городские власти объявили о намерении восстановить эту часть исторического Старого Тбилиси, как это было в первой половине XX века.
В 2010 году рядом с мостом на левом берегу Куры разбили парк Рике.

## Конструкция
Мост двухпролётный арочный. Из-за того, что проезд вдоль набережной возможен только по правому берегу, мост несимметричен: русло реки перекрыто 43-метровой аркой, а на правом берегу устроен путепровод, пролёт которого (25,6 м) перекрыт железобетонным сводом.
Мост предназначен для движения автотранспорта и пешеходов. Проезжая часть включает в себя 6 полос для движения автотранспорта. Перильное ограждение чугунное художественного литья, заканчивается на устоях каменным парапетом.

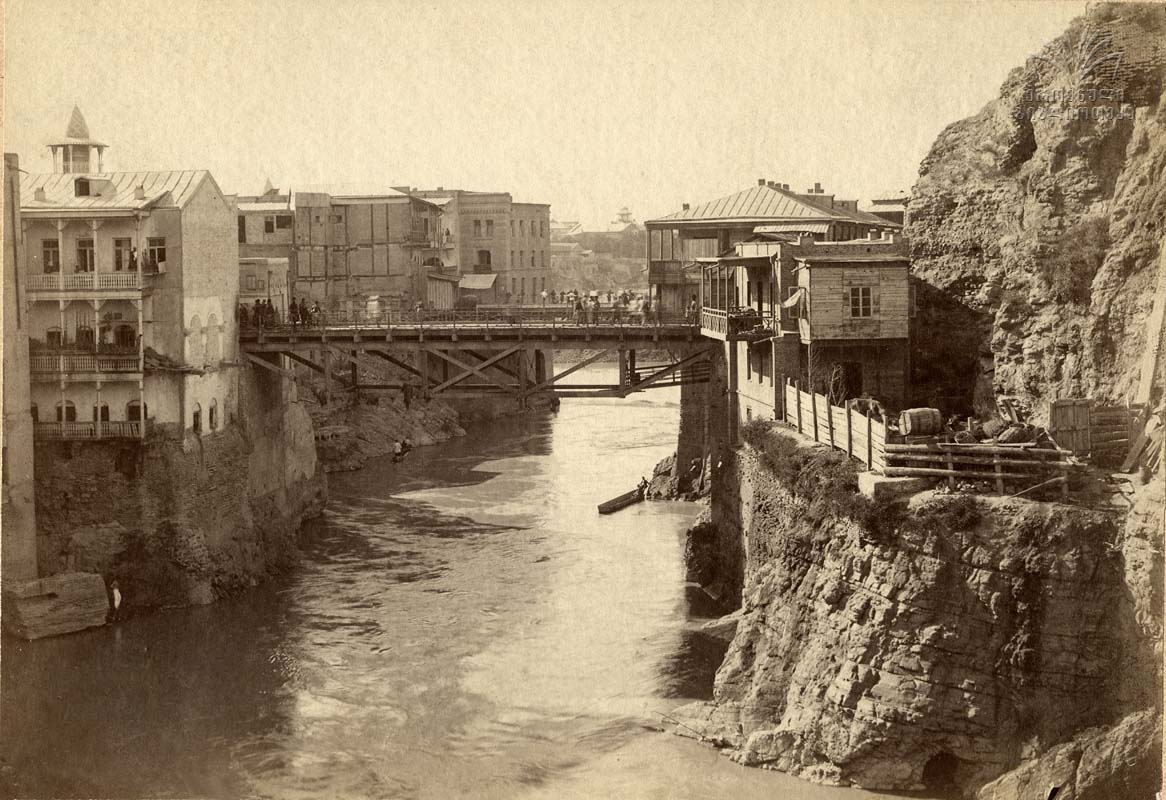
Деревянный Метехский мост
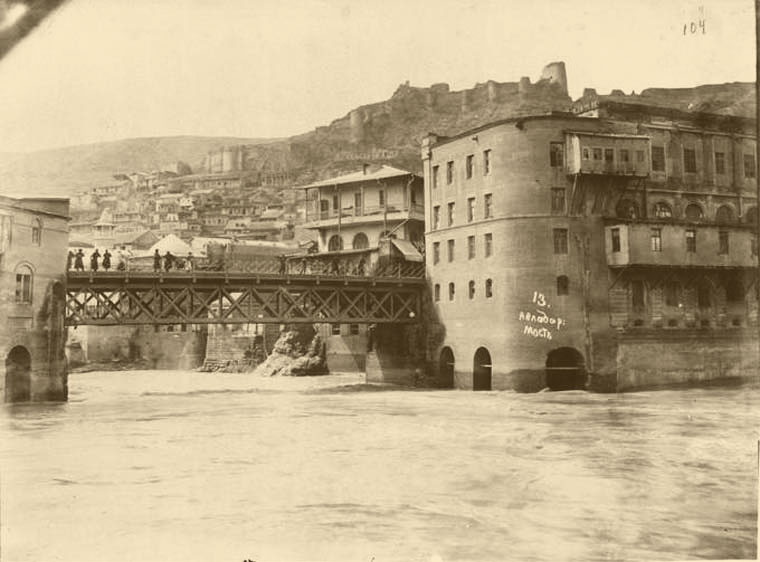
Авлабарский мост
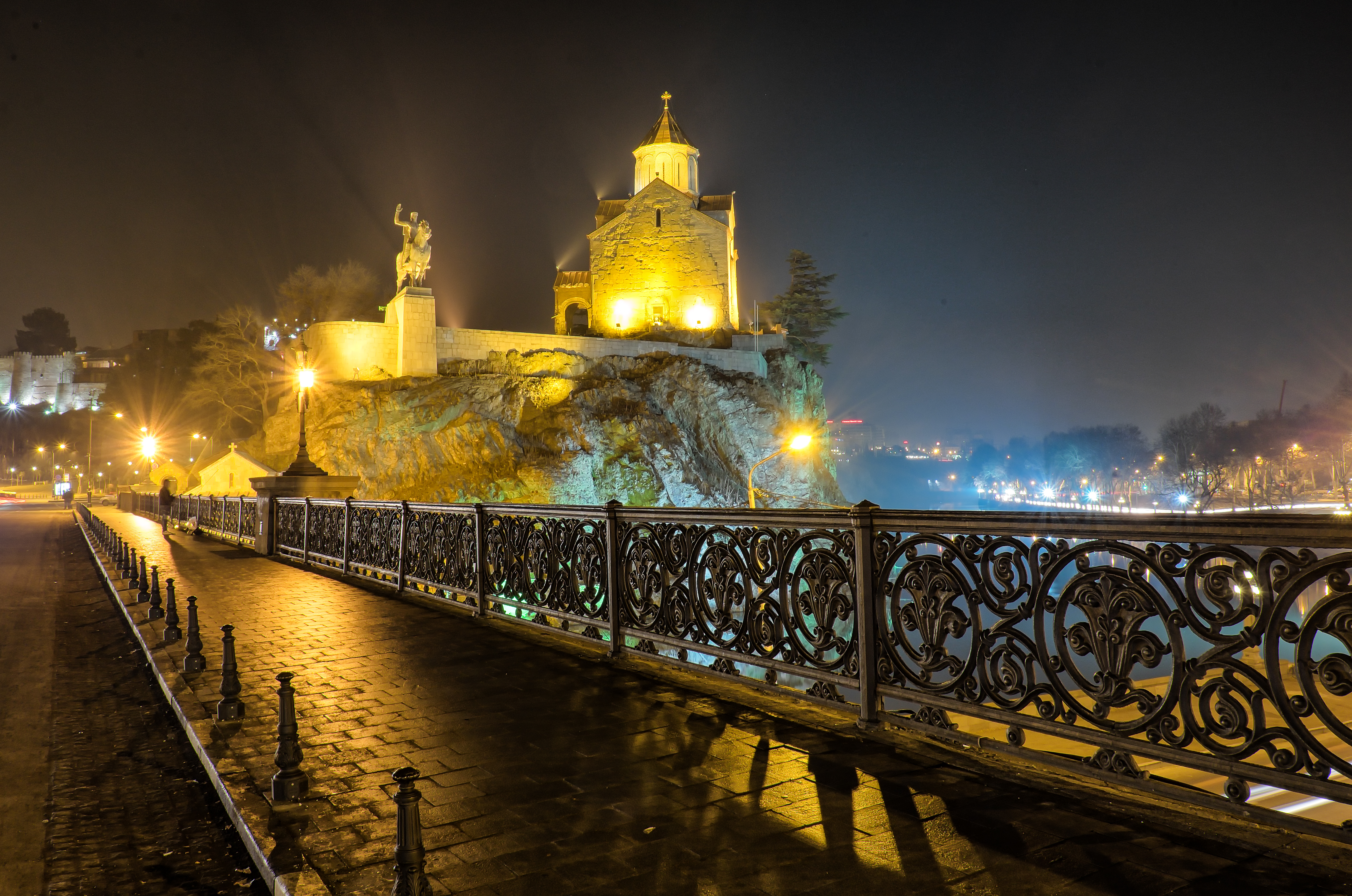
Перила моста, памятник Вахтангу Горгасали и церковь Метехи
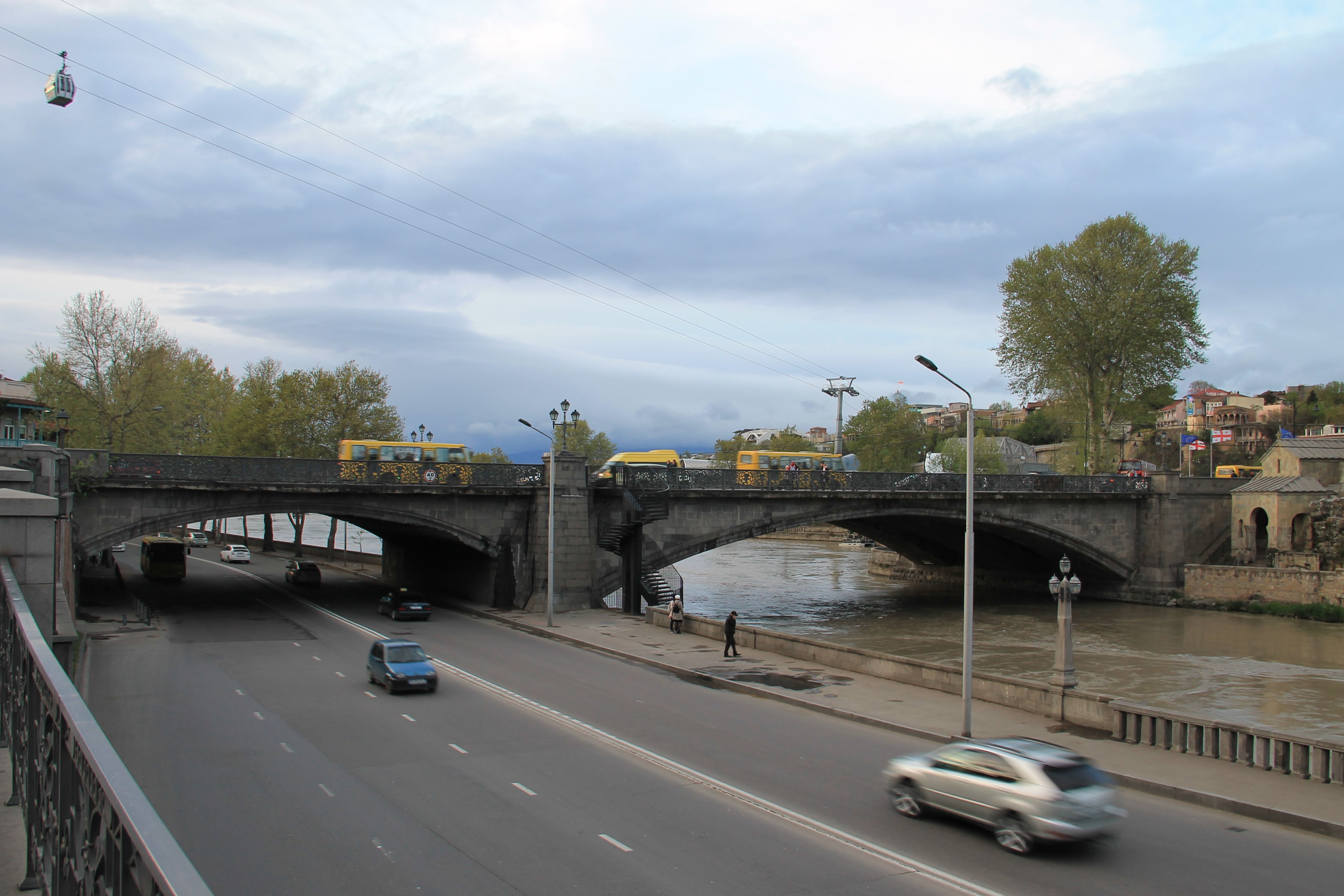
Метехский мост